# Judenrat
Judenrat v mn. č. Judenräte (v němčině „židovská rada“) byl správní orgán v době druhé světové války zavedený nacistickými úřady v židovských komunitách v celé okupované Evropě, především v nacistických ghettech. Nacisté nařídili vytvoření židovské rady v každé komunitě na jimi okupovaných územích.

## Historické souvislosti
Samy židovské obce si zřizovaly své samosprávné rady již ve středověku. Židovská komunita používala hebrejský termín kahal (קהל) nebo kehila (קהילה), zatímco německé úřady obecně používaly termín Judenräte.
Judenrat v době nacistické okupace představoval formu samosprávného vynucovacího orgánu, využívaného nacistickou správou ke kontrole větších židovských komunit. V některých ghettech, jako bylo Lodžské ghetto a Terezín, Němci tyto orgány nazývali „Židovská rada starších“ (Jüdischer Ältestenrat nebo Ältestenrat der Juden). 

## Nacistická ghetta
Židovské rady obecně reprezentovaly elitu židovských komunit. Byly zodpovědné za vnitřní správu ghett a zprostředkovávaly hladkou implementaci nařízení nacistických okupantů na židovskou komunitu. Judenrat často disponoval vlastní skupinou pro vnitřní bezpečnost a kontrolu, židovskou policii (Židovská pořádková služba, německy: Jüdische Ghetto-Polizei nebo Jüdischer Ordnungsdienst). Němci ovšem po židovských radách požadovali dodávání členů komunity na nucené práce nebo k deportaci do koncentračních táborů, čímž je stavěli do pozice kolaborantů či spolupachatelů nacistické genocidy. Vzdor proti rozkazům však mohl znamenat okamžitou popravu zastřelením nebo výměnu osoby a zařazení do příštího transportu do koncentračního tábora.